# 赞比亚国民议会
赞比亚国民议会（英語：National Assembly of Zambia）是赞比亚的国家立法机关。赞比亚国民议会实行一院制，由167名议员（包括156名直選議員、8名委任議員、副總統、议长和第一副議長）组成。每届议会任期5年。现任议长是内莉·穆蒂，於2021年9月3日接替前任議長帕特里克·馬蒂比尼上任。

## 歷任議長
| 任期       | 議長                  |
| ---------- | --------------------- |
| 1991－1998 | 鲁宾逊·纳布利亚托     |
| 1998－2011 | 阿穆薩·姆瓦納姆萬布瓦 |
| 2011－2021 | 帕特里克·馬蒂比尼     |
| 2021－     | 内莉·穆蒂             |